# Steve Jones (ciclista)
Stephen Steve Jones (nascido em 4 de dezembro de 1957) é um ex-ciclista britânico.
Em 1980, Jones defendeu as cores do Reino Unido nos Jogos Olímpicos de Moscou, onde terminou na nona posição competindo na prova de contrarrelógio por equipes.